# AC/DC-diszkográfia
Az AC/DC ausztrál rockegyüttes diszkográfiája tizenhét stúdióalbumot, három koncertalbumot, két filmzenealbumot, egy középlemezt, tizenegy videofilmet, és több mint negyven kislemezt tartalmaz. Pályafutása során az AC/DC több mint 200 millió lemezt adott el világszerte. Legsikeresebb albumuk az 1980-ban megjelent Back in Black, amely a mai napig 49 millió példányban kelt el.
Az 1974 és 1980 közötti időszakban készült felvételeken Bon Scott énekel. 1980 februári halála után Brian Johnson lett az AC/DC énekese, és a Back in Black albummal kezdődően minden felvételen ő hallható.
Az együttes korai lemezei először mind Ausztráliában jelentek meg, és csak később kerültek nemzetközi forgalomba, jellemzően az eredeti ausztrál kiadástól némileg eltérő számlistával. Ez a kettősség az 1978-as Powerage című albumtól kezdve szűnt meg.
Az AC/DC albumait Ausztráliában kezdettől fogva az Albert Productions adja ki. A nemzetközi kiadás jogaival Atlantic Records rendelkezett. 1990-től az Atlantic alkiadójaként működő Atconál dolgozott az együttes, majd az EastWest Recordshoz kerültek. 2003 februárjában a Sony Music Entertainment megvásárolta az Atlantictól az AC/DC-albumok amerikai kiadási jogait, és a teljes katalógust újra kiadta az Epic Recordson keresztül még abban az évben. Az együttes 2007 óta a szintén a Sony Musichoz tartozó Columbiánál dolgozik.

## Stúdióalbumok
| 1975                                                        | High Voltage (ausztrál kiadás) - Megjelent: 1975. február 17. - Kiadó: Albert                  | 14 | —  | —  | —  | —  | —  | —  | —  | —  | —   | - AUS: 5× Platina |
| 1975                                                        | T.N.T. (ausztrál kiadás) - Megjelent: 1975. december 1. - Kiadó: Albert                        | 2  | —  | —  | —  | —  | 35 | —  | —  | —  | —   | - AUS: 9× Platina |
| 1976                                                        | High Voltage - Megjelent: 1976. május 14. - Kiadó: Atlantic                                    | —  | —  | —  | 7  | —  | —  | 58 | 67 | —  | 146 | - FRA: Arany - SWI: Platina - UK: Arany - USA 3× Platina                                                                                    |
| 1976                                                        | Dirty Deeds Done Dirt Cheap (ausztrál kiadás) - Megjelent: 1976. szeptember 2. - Kiadó: Albert | 5  | —  | —  | —  | —  | —  | —  | —  | —  | —   | - AUS: 6× Platina |
| 1976                                                        | Dirty Deeds Done Dirt Cheap - Megjelent: 1976. december 17. - Kiadó: Atlantic                  | —  | —  | —  | 15 | —  | 20 | 50 | —  | —  | 3   | - SWI: Arany - UK: Arany - USA: 6× Platina                                                                                                  |
| 1977                                                        | Let There Be Rock (ausztrál kiadás) - Megjelent: 1977. március 21. - Kiadó: Albert             | 19 | —  | —  | —  | —  | —  | —  | —  | —  | —   | - AUS: 5× Platina |
| 1977                                                        | Let There Be Rock - Megjelent: 1977. július 25. - Kiadó: Atlantic                              | —  | —  | —  | 9  | 37 | 42 | 29 | 12 | 17 | 154 | - FRA: Arany - UK: Arany - USA: 2× Platina                                                                                                  |
| 1978                                                        | Powerage - Megjelent: 1978. május 5. - Kiadó: Atlantic                                         | 22 | —  | —  | 10 | —  | —  | 19 | 11 | 23 | 133 | - AUS: 3× Platina - FRA: Arany - SWI: Arany - UK: Arany - USA: Platina                                                                      |
| 1979                                                        | Highway to Hell - Megjelent: 1979. július 27. - Kiadó: Atlantic                                | 13 | 38 | 40 | 2  | 37 | 46 | 24 | 16 | 8  | 17  | - AUS: 5× Platina - AUT: Arany - CAN: 2× Platina - FRA: Platina - SWI: Platina - UK: Platina - USA: 7× Platina                              |
| 1980                                                        | Back in Black - Megjelent: 1980. július 25. - Kiadó: Atlantic                                  | 1  | 6  | 1  | 1  | 8  | 24 | 12 | 1  | 1  | 4   | - AUS: 12× Platina - AUT: Platina - CAN: Gyémánt - FRA: 2× Platina - SWI: 2× Platina - UK: 2× Platina - USA: 2× Gyémánt (25× Platina)       |
| 1981                                                        | For Those About to Rock We Salute You - Megjelent: 1981. november 23. - Kiadó: Atlantic        | 3  | 7  | 4  | 1  | 6  | 6  | 9  | 10 | 3  | 1   | - AUS: 5× Platina - AUT: Arany - FRA: Platina - SWI: Platina - UK: Arany - USA: 4× Platina                                                  |
| 1983                                                        | Flick of the Switch - Megjelent: 1983. augusztus 15. - Kiadó: Atlantic                         | 3  | 9  | 12 | 5  | 4  | 8  | 8  | 11 | 4  | 15  | - AUS: 3× Platina - FRA: Arany - UK: Arany - USA: Platina                                                                                   |
| 1985                                                        | Fly on the Wall - Megjelent: 1985. június 28. - Kiadó: Atlantic                                | 4  | 24 | 30 | 19 | 17 | 22 | 10 | 19 | 7  | 32  | - AUS: 3× Platina - SWI: Arany - UK: Ezüst - USA: Platina                                                                                   |
| 1988                                                        | Blow Up Your Video - Megjelent: 1988. január 18. - Kiadó: Atlantic                             | 2  | 15 | 14 | 21 | 3  | 3  | 4  | 4  | 2  | 12  | - AUS: 3× Platina - SWI: Platina - UK: Arany - USA: Platina                                                                                 |
| 1990                                                        | The Razors Edge - Megjelent: 1990. szeptember 24. - Kiadó: Atlantic                            | 3  | 11 | 1  | 5  | 2  | 2  | 5  | 2  | 4  | 2   | - AUS: 5× Platina - AUT: Platina - CAN: 5× Platina - FRA: Arany - SWI: 2× Platina - UK: Arany - USA: 5× Platina                             |
| 1995                                                        | Ballbreaker - Megjelent: 1995. szeptember 26. - Kiadó: Atlantic                                | 1  | 2  | 4  | 2  | 4  | 2  | 1  | 1  | 6  | 4   | - AUS: 3× Platina - AUT: Arany - FRA: Platina - SWI: Arany - UK: Arany - USA: 2× Platina                                                    |
| 2000                                                        | Stiff Upper Lip - Megjelent: 2000. február 28. - Kiadó: Atlantic                               | 3  | 1  | 5  | 2  | 6  | 12 | 1  | 2  | 12 | 7   | - AUS: 3× Platina - AUT: Arany - CAN: Platina - FRA: 2× Arany - SWI: Platina - UK: Arany - USA: Platinum                                    |
| 2008                                                        | Black Ice - Megjelent: 2008. október 17. - Kiadó: Columbia                                     | 1  | 1  | 1  | 1  | 1  | 1  | 1  | 1  | 1  | 1   | - AUS: 5× Platina - AUT: 3× Platina - CAN: 5× Platina - FRA: 2× Platina - NZL: 2× Platina - SWI: 4× Platina - UK: Platina - USA: 2× Platina |
| 2014                                                        | Rock or Bust - Megjelent: 2014. november 28. - Kiadó: Columbia                                 | 1  | 1  | 1  | 1  | 1  | 2  | 1  | 1  | 3  | 3   | - AUS: Platina - AUT: 2× Platina - CAN: Platina - FRA: 3× Platina - NZL: Arany - SWI: Platina - UK: Arany - USA: Arany                      |
| 2020                                                        | Power Up - Megjelent: 2020. november 13. - Kiadó: Columbia                                     | 1  | 1  | 1  | 1  | 1  | 1  | 1  | 1  | 1  | 1   | - AUS: Arany - AUT: Platina - UK: Arany |
| "—" nem szerepelt listán, vagy nem jelent meg az országban. |                                                                                                |    |    |    |    |    |    |    |    |    |     | |

## Koncertalbumok
| 1979                                                        | If You Want Blood You've Got It - Megjelent: 1978. október 13. - Kiadó: Atlantic | 37 | —  | 10 | —  | —  | —  | —  | —  | 13 | 113 | - AUS: 3× Platina - FRA: Arany - GER: Platina - SWI: Arany - UK: Arany - USA: Platina                      |
| 1992                                                        | AC/DC Live - Megjelent: 1992. október 27. - Kiadó: Atlantic                      | 1  | 21 | 1  | 15 | 10 | 3  | 25 | 10 | 5  | 15  | - AUS: 9× Platina - CAN: Platina - FRA: 2× Platina - GER: Arany - SWI: Arany - UK: Arany - USA: 3× Platina |
| 2012                                                        | Live at River Plate - Megjelent: 2012. november 20. - Kiadó: Columbia            | 11 | 3  | 13 | 57 | 6  | 23 | 13 | 4  | 14 | 66  | - AUS: Arany - AUT: Arany - FRA: Arany - GER: Arany - UK: Arany                                            |
| "—" nem szerepelt listán, vagy nem jelent meg az országban. |                                                                                  |    |    |    |    |    |    |    |    |    |     | |

## Filmzenei albumok
| Év                                                          | Album információ                                            | Helyezések | Helyezések | Helyezések | Helyezések | Helyezések | Helyezések | Helyezések | Helyezések | Helyezések | Helyezések | Helyezések | Eladási minősítések |
| Év                                                          | Album információ                                            | AUS        | AUT        | CAN        | FRA        | GER        | NOR        | NZL        | SWE        | SWI        | UK         | USA        | Eladási minősítések |
| ----------------------------------------------------------- | ----------------------------------------------------------- | ---------- | ---------- | ---------- | ---------- | ---------- | ---------- | ---------- | ---------- | ---------- | ---------- | ---------- | --- |
| 1986                                                        | Who Made Who - Megjelent: 1986. május 24. - Kiadó: Atlantic | 4          | 28         | 12         | 30         | 24         | —          | 24         | 21         | 21         | 11         | 33         | - AUS: 5× Platina - GER: Platina - SWI: Arany - UK: Ezüst - USA: 5× Platina                                                 |
| 2010                                                        | Iron Man 2 - Megjelent: 2010. április 19. - Kiadó: Columbia | 2          | 1          | 1          | —          | 1          | 1          | 1          | 1          | 1          | 1          | 4          | - AUS: Platina - AUT: Arany - FRA: Arany - GER: Arany - NZL: Arany - SWE: Platina - SWI: Platina - UK: Platina - USA: Arany |
| "—" nem szerepelt listán, vagy nem jelent meg az országban. |                                                             |            |            |            |            |            |            |            |            |            |            |            | |

## Középlemezek
| 1984                                                       | '74 Jailbreak - Megjelent: 1984. október 15. - Kiadó: Atlantic | — | — | 24 | — | — | — | — | — | — | 76 | - USA: Platina |
| "—" nem szerepelt listán, vagy nem jelent meg az országban |                                                                |   |   |    |   |   |   |   |   |   |    |                |

## Box setek
| 1997                                                       | Bonfire - Megjelent: 1997. november - Kiadó: Atlantic        | 21 | —  | 56 | 71 | 60 | —  | —   | 90 | - USA: Platina |
| 2009                                                       | Backtracks - Megjelent: 2009. november 10. - Kiadó: Columbia | 16 | 31 | —  | 10 | 16 | 24 | 134 | 39 | - AUS: Arany   |
| "—" nem szerepelt listán, vagy nem jelent meg az országban |                                                              |    |    |    |    |    |    |     |    |                |

## Kislemezek
| Év                                                         | Cím                                               | Helyezések | Helyezések | Helyezések | Helyezések | Helyezések | Helyezések | Helyezések | Helyezések | Helyezések | Helyezések | Album                          |
| Év                                                         | Cím                                               | AUS        | CAN        | GER        | NLD        | NZL        | SWE        | SWI        | UK         | USA        | US Main.   | Album                          |
| ---------------------------------------------------------- | ------------------------------------------------- | ---------- | ---------- | ---------- | ---------- | ---------- | ---------- | ---------- | ---------- | ---------- | ---------- | ------------------------------ |
| 1974                                                       | Can I Sit Next to You, Girl                       | 50         | —          | —          | —          | —          | —          | —          | —          | —          | —          | High Voltage                   |
| 1975                                                       | Love Song / Baby, Please Don't Go                 | 20         | —          | —          | —          | —          | —          | —          | —          | —          | —          | High Voltage (ausztrál kiadás) |
| 1975                                                       | High Voltage                                      | 10         | —          | —          | —          | —          | —          | —          | —          | —          | —          | T.N.T.                         |
| 1975                                                       | It's a Long Way to the Top                        | 9          | —          | —          | —          | —          | —          | —          | —          | —          | —          | T.N.T.                         |
| 1976                                                       | T.N.T.                                            | 19         | —          | —          | —          | —          | —          | —          | —          | —          | —          | T.N.T.                         |
| 1976                                                       | Jailbreak                                         | 10         | —          | —          | —          | —          | —          | —          | —          | —          | —          | Dirty Deeds Done Dirt Cheap    |
| 1976                                                       | Dirty Deeds Done Dirt Cheap                       | 29         | —          | —          | —          | 34         | —          | —          | —          | —          | —          | Dirty Deeds Done Dirt Cheap    |
| 1977                                                       | Love at First Feel                                | 63         | —          | —          | —          | —          | —          | —          | —          | —          | —          | Dirty Deeds Done Dirt Cheap    |
| 1977                                                       | Dog Eat Dog                                       | 60         | —          | —          | —          | —          | —          | —          | —          | —          | —          | Let There Be Rock              |
| 1978                                                       | Let There Be Rock                                 | 82         | —          | —          | —          | —          | —          | —          | —          | —          | —          | Let There Be Rock              |
| 1978                                                       | Whole Lotta Rosie                                 | —          | —          | —          | 5          | —          | —          | —          | 68         | —          | —          | Let There Be Rock              |
| 1978                                                       | Rock 'n' Roll Damnation                           | 83         | —          | —          | 18         | —          | —          | —          | 24         | —          | —          | Powerage                       |
| 1978                                                       | Whole Lotta Rosie (live)                          | —          | —          | —          | —          | —          | —          | —          | —          | —          | —          | If You Want Blood              |
| 1979                                                       | Girls Got Rhythm                                  | —          | —          | —          | —          | —          | —          | —          | —          | —          | —          | Highway to Hell                |
| 1979                                                       | Highway to Hell                                   | 24         | —          | 30         | 17         | 9          | 96         | 65         | 56         | 47         | —          | Highway to Hell                |
| 1980                                                       | Touch Too Much                                    | —          | —          | 13         | —          | —          | —          | —          | 29         | 106        | —          | Highway to Hell                |
| 1980                                                       | Whole Lotta Rosie (live) [újrakiadás]             | —          | —          | —          | —          | —          | —          | —          | 36         | —          | —          | If You Want Blood              |
| 1980                                                       | Dirty Deeds Done Dirt Cheap [újrakiadás]          | —          | —          | —          | —          | —          | —          | —          | 47         | —          | 4          | Dirty Deeds Done Dirt Cheap    |
| 1980                                                       | High Voltage [újrakiadás]                         | —          | —          | —          | —          | —          | —          | —          | 48         | —          | —          | High Voltage                   |
| 1980                                                       | It's a Long Way to the Top [újrakiadás]           | —          | —          | —          | —          | —          | —          | —          | 55         | —          | —          | T.N.T.                         |
| 1980                                                       | You Shook Me All Night Long                       | 8          | —          | 29         | —          | —          | —          | —          | 38         | 35         | —          | Back in Black                  |
| 1980                                                       | Rock and Roll Ain't Noise Pollution / Hells Bells | 7          | —          | 25         | —          | —          | —          | 61         | 127        | —          | 50         | Back in Black                  |
| 1981                                                       | Back in Black                                     | 65         | —          | —          | —          | —          | 100        | —          | 27         | 37         | 51         | Back in Black                  |
| 1981                                                       | Big Balls                                         | —          | —          | —          | —          | —          | —          | —          | —          | —          | 26         | Dirty Deeds Done Dirt Cheap    |
| 1981                                                       | Rock and Roll Ain't Noise Pollution               | —          | —          | —          | —          | —          | —          | —          | 15         | —          | —          | Back in Black                  |
| 1982                                                       | Let's Get It Up                                   | 73         | 9          | 33         | —          | —          | 18         | —          | 13         | 44         | 9          | For Those About to Rock        |
| 1982                                                       | For Those About to Rock                           | —          | —          | —          | —          | —          | —          | —          | 15         | —          | 4          | For Those About to Rock        |
| 1983                                                       | Guns for Hire                                     | —          | —          | —          | —          | —          | —          | —          | 37         | 84         | 37         | Flick of the Switch            |
| 1983                                                       | Nervous Shakedown                                 | —          | —          | —          | —          | —          | —          | —          | 35         | —          | —          | Flick of the Switch            |
| 1983                                                       | Flick of the Switch                               | —          | —          | —          | —          | —          | —          | —          | —          | —          | 26         | Flick of the Switch            |
| 1984                                                       | Jailbreak                                         | —          | —          | —          | —          | —          | —          | —          | —          | —          | 33         | '74 Jailbreak                  |
| 1985                                                       | Danger                                            | 69         | —          | —          | —          | 47         | —          | —          | 48         | —          | —          | Fly on the Wall                |
| 1985                                                       | Sink the Pink                                     | —          | —          | —          | —          | —          | —          | —          | —          | —          | 44         | Fly on the Wall                |
| 1986                                                       | Shake Your Foundations                            | 97         | —          | —          | —          | —          | —          | —          | 24         | —          | —          | Fly on the Wall                |
| 1986                                                       | Who Made Who                                      | 9          | —          | —          | —          | 35         | —          | —          | 16         | —          | 23         | Who Made Who                   |
| 1986                                                       | You Shook Me All Night Long [újrakiadás]          | 70         | —          | —          | —          | —          | —          | —          | 46         | —          | —          | Who Made Who                   |
| 1988                                                       | Heatseeker                                        | 5          | 79         | 26         | 82         | 29         | 7          | 15         | 12         | —          | 20         | Blow Up Your Video             |
| 1988                                                       | That's the Way I Wanna Rock 'n' Roll              | 68         | —          | —          | —          | 35         | —          | —          | 22         | —          | 28         | Blow Up Your Video             |
| 1990                                                       | Thunderstruck                                     | 4          | 20         | 21         | 3          | 3          | 80         | 16         | 13         | —          | 5          | The Razors Edge                |
| 1990                                                       | Moneytalks                                        | 21         | 12         | —          | 24         | 9          | —          | —          | 36         | 23         | 3          | The Razors Edge                |
| 1991                                                       | Are You Ready                                     | 18         | —          | 38         | —          | 1          | —          | —          | 34         | —          | 16         | The Razors Edge                |
| 1991                                                       | Rock Your Heart Out                               | 76         | —          | —          | —          | —          | —          | —          | —          | —          | —          | The Razors Edge                |
| 1992                                                       | Highway to Hell (live)                            | 29         | —          | —          | 69         | 9          | 36         | 37         | 14         | —          | 29         | AC/DC Live                     |
| 1993                                                       | Dirty Deeds Done Dirt Cheap (live)                | —          | —          | —          | —          | 34         | —          | —          | 68         | —          | —          | AC/DC Live                     |
| 1993                                                       | Big Gun                                           | 19         | 5          | 20         | 18         | 3          | 11         | 5          | 23         | 65         | 1          | Az utolsó akcióhős (filmzene)  |
| 1995                                                       | Hard as a Rock                                    | 14         | —          | 25         | —          | 16         | 19         | 28         | 33         | —          | 1          | Ballbreaker                    |
| 1996                                                       | Hail Caesar                                       | 92         | —          | —          | —          | —          | —          | —          | 56         | —          | —          | Ballbreaker                    |
| 1996                                                       | Cover You in Oil                                  | —          | 83         | —          | —          | —          | —          | —          | 85         | —          | 9          | Ballbreaker                    |
| 1997                                                       | Dirty Eyes                                        | —          | —          | 71         | —          | —          | —          | —          | —          | —          | 6          | Bonfire                        |
| 2000                                                       | Stiff Upper Lip                                   | —          | —          | —          | —          | —          | —          | —          | 65         | 115        | 1          | Stiff Upper Lip                |
| 2000                                                       | Satellite Blues                                   | 23         | —          | —          | —          | —          | —          | —          | —          | —          | 7          | Stiff Upper Lip                |
| 2000                                                       | Safe in New York City                             | —          | —          | —          | —          | —          | —          | —          | —          | —          | 21         | Stiff Upper Lip                |
| 2008                                                       | Rock 'n' Roll Train                               | —          | 45         | —          | —          | —          | —          | —          | —          | —          | 1          | Black Ice                      |
| 2008                                                       | Big Jack                                          | —          | 83         | —          | —          | —          | —          | —          | —          | —          | 10         | Black Ice                      |
| 2009                                                       | Anything Goes                                     | —          | —          | —          | —          | —          | —          | —          | —          | —          | 34         | Black Ice                      |
| 2009                                                       | Money Made                                        | —          | —          | —          | —          | —          | —          | —          | —          | —          | —          | Black Ice                      |
| 2011                                                       | Shoot to Thrill (live)                            | —          | —          | —          | —          | —          | —          | —          | 98         | —          | —          | Live at River Plate            |
| 2014                                                       | Play Ball                                         | 53         | 53         | 39         | —          | —          | —          | 19         | 85         | —          | 5          | Rock or Bust                   |
| 2014                                                       | Rock or Bust                                      | —          | —          | 47         | —          | —          | —          | 55         | —          | —          | 8          | Rock or Bust                   |
| 2015                                                       | Rock the Blues Away                               | —          | —          | —          | —          | —          | —          | —          | —          | —          | 40         | Rock or Bust                   |
| 2020                                                       | Shot in the Dark                                  | —          | 50         | 79         | —          | 6          | —          | 19         | —          | 116        | 1          | Power Up                       |
| 2020                                                       | Realize                                           | —          | —          | —          | —          | —          | —          | —          | —          | —          | 8          | Power Up                       |
| 2021                                                       | Through the Mists of Time                         | —          | —          | —          | —          | —          | —          | —          | —          | —          | —          | Power Up                       |
| "—" nem szerepelt listán, vagy nem jelent meg az országban |                                                   |            |            |            |            |            |            |            |            |            |            |                                |

## B-oldalas dalok
- Rockin in the Parlour (1974)
- Flying Thing (1976)
- Carry Me Home (1977)
- Snake Eye (1988)
- Borrowed Time (1988)
- Down on the Borderline (1990)
- Big Gun (1993)
- Cyberspace (2000)

## Videók
| Év                                                          | Információ | Helyezések | Helyezések | Helyezések | Helyezések | Eladási minősítések |
| Év                                                          | Információ | FIN        | GER        | NZL        | SWI        | Eladási minősítések |
| ----------------------------------------------------------- | --- | ---------- | ---------- | ---------- | ---------- | --- |
| 1980                                                        | Let There Be Rock - Megjelent: 1980. szeptember 1. - DVD/Blu-Ray megjelenés: 2011 - Kiadó: Warner                    | 5          | —          | —          | —          | - UK: Platina |
| 1985                                                        | Fly on the Wall - Megjelent: 1985 - Kiadó: Atlantic                                                                  | —          | —          | —          | —          | — |
| 1986                                                        | Who Made Who - Megjelent: 1986 - Kiadó: Atlantic                                                                     | —          | —          | —          | —          | - USA: Arany |
| 1989                                                        | AC/DC - Megjelent: 1989 - Kiadó: Albert                                                                              | —          | —          | —          | —          | - AUS: Platina |
| 1991                                                        | Clipped - Megjelent: 1991 - Kiadó: Atco/Atlantic                                                                     | —          | —          | —          | —          | — |
| 1992                                                        | Live at Donington - Megjelent: 1992. október 26. - Újrakiadás: 2003 - Blu-Ray megjelenés: 2007 - Kiadó: Albert, Epic | 2          | 44         | —          | —          | - AUS: 7× Platina - FIN: Arany - FRA: 2× Platina - GER: Platina - SWI: Platina - UK: 2× Platina - USA: 6× Platina                     |
| 1996                                                        | No Bull - Megjelent: 1996. november 19. - Újrakiadás: 2008. szeptember - Kiadó: East West, Warner, Columbia          | 1          | 35         | 1          | —          | - AUS: 6× Platina - CAN: 3× Platina - GER: Arany - UK: Arany - USA: 5× Platina                                                        |
| 2001                                                        | Stiff Upper Lip Live - Megjelent: 2001. december 4. - Kiadó: Warner                                                  | —          | —          | —          | —          | - UK: Arany - USA: Arany |
| 2005                                                        | Family Jewels - Megjelent: 2005. március 29. - Kiadó: Epic                                                           | 1          | 7          | 1          | 13         | - AUS: 10× Platina - CAN: 5× Platina - FIN: Platina - GER: 2× Platina - SWI: 2× Platina - UK: 2× Platina - USA: Gyémánt (10× Platina) |
| 2007                                                        | Plug Me In - Megjelent: 2007. október 16. - Kiadó: Columbia                                                          | 1          | 3          | 1          | 34         | - AUS: 7× Platina - CAN: 3× Platina - FIN: Arany - SWI: Platina - UK: Platina - USA: 5× Platina                                       |
| 2011                                                        | Live at River Plate - Megjelent: 2011. május 10. - Kiadó: Columbia                                                   | 1          | 1          | 1          | —          | - AUS: 5× Platina - FIN: Arany - FRA: Gyémánt - UK: Platina                                                                           |
| "—" nem szerepelt listán, vagy nem jelent meg az országban. | |            |            |            |            | |

## Videóklipek
| Év   | Cím                                                     | Rendező(k)                   |
| ---- | ------------------------------------------------------- | ---------------------------- |
| 1974 | Can I Sit Next to You, Girl?                            | —                            |
| 1975 | High Voltage                                            | Larry Larstead               |
| 1975 | Baby, Please Don't Go                                   | —                            |
| 1975 | Show Business                                           | —                            |
| 1976 | Jailbreak                                               | Paul Drane                   |
| 1976 | It's a Long Way to the Top (If You Wanna Rock 'n' Roll) | Paul Drane                   |
| 1976 | Problem Child                                           | Russell Mulcahy              |
| 1976 | Baby Please Don't Go                                    | Russell Mulcahy              |
| 1976 | Dirty Deeds Done Dirt Cheap                             | —                            |
| 1977 | Dog Eat Dog                                             | —                            |
| 1977 | Let There Be Rock                                       | —                            |
| 1978 | Rock 'n' Roll Damnation                                 | —                            |
| 1978 | Sin City                                                | —                            |
| 1978 | Riff Raff                                               | —                            |
| 1978 | Fling Thing/Rocker                                      | —                            |
| 1978 | Whole Lotta Rosie                                       | —                            |
| 1979 | Shot Down in Flames                                     | —                            |
| 1979 | Walk All Over You                                       | —                            |
| 1979 | Touch Too Much                                          | —                            |
| 1979 | If You Want Blood (You've Got It)                       | —                            |
| 1980 | Girls Got Rhythm                                        | —                            |
| 1980 | Highway to Hell                                         | —                            |
| 1980 | Back in Black                                           | Eric Dionysius, Eric Mistler |
| 1980 | Hells Bells                                             | Eric Dionysius, Eric Mistler |
| 1980 | Let Me Put My Love into You                             | Eric Dionysius, Eric Mistler |
| 1980 | You Shook Me All Night Long                             | Eric Dionysius, Eric Mistler |
| 1980 | What Do You Do for Money Honey                          | Eric Dionysius, Eric Mistler |
| 1980 | Rock and Roll Ain't Noise Pollution                     | Eric Dionysius, Eric Mistler |
| 1981 | Put the Finger on You                                   | Derek Burbidge               |
| 1981 | Let's Get It Up                                         | Derek Burbidge               |
| 1982 | For Those About to Rock (We Salute You)                 | Derek Burbidge               |
| 1982 | Flick of the Switch                                     | Paul Becher                  |
| 1983 | Nervous Shakedown                                       | Paul Becher                  |
| 1983 | Guns for Hire                                           | Paul Becher                  |
| 1985 | Sink the Pink                                           | Brian Ward                   |
| 1985 | Danger                                                  | Brian Ward                   |
| 1985 | Stand Up                                                | Brian Ward                   |
| 1985 | Fly on the Wall                                         | Brian Ward                   |
| 1985 | Shake Your Foundations                                  | Brian Ward                   |
| 1986 | You Shook Me All Night Long                             | David Mallet                 |
| 1986 | Who Made Who                                            | David Mallet                 |
| 1987 | Heatseeker                                              | David Mallet                 |
| 1988 | That's the Way I Wanna Rock 'n' Roll                    | David Mallet                 |
| 1990 | Thunderstruck                                           | David Mallet                 |
| 1990 | Moneytalks                                              | David Mallet                 |
| 1991 | Are You Ready?                                          | David Mallet                 |
| 1993 | Big Gun                                                 | David Mallet                 |
| 1995 | Cover You in Oil                                        | David Mallet                 |
| 1995 | Hard as a Rock                                          | David Mallet                 |
| 1996 | Hail Caesar                                             | David Mallet                 |
| 2000 | Stiff Upper Lip                                         | Andy Morahan                 |
| 2000 | Satellite Blues                                         | Andy Morahan                 |
| 2000 | Safe in New York City                                   | Andy Morahan                 |
| 2008 | Rock 'n Roll Train                                      | David Mallet                 |
| 2009 | Anything Goes                                           | David Mallet                 |
| 2010 | Shoot to Thrill                                         | David Mallet                 |
| 2010 | Highway to Hell (Live from Buenos Aires)                | David Mallet                 |
| 2014 | Play Ball                                               | David Mallet                 |
| 2014 | Rock or Bust                                            | David Mallet                 |
| 2015 | Rock the Blues Away                                     | David Mallet                 |
| 2020 | Shot in the Dark                                        | David Mallet                 |
| 2020 | Demon Fire                                              | Ben Ib                       |
| 2021 | Realize                                                 | Clemens Habicht, Josh Cheuse |
| 2021 | Witch's Spell                                           | Wolf & Crow                  |
| 2021 | Through the Mists of Time                               | Najeeb Tarazi                |

## Díszdobozos újrakiadások
AC/DC Volume 1, megjelent az Albert Productions gondozásában Ausztráliában 1981 novemberében.
- High Voltage (Aus.)
- T.N.T.
- Dirty Deeds Done Dirt Cheap
- Let There Be Rock
- Powerage
- Highway To Hell
- 12" Cold Hearted Man maxi kislemez

AC/DC Volume 2, Megjelent az Albert Productions gondozásában Ausztráliában 1987 novemberében.
- Back in Black
- For Those About to Rock
- Flick of the Switch
- Fly on the Wall
- Who Made Who

Boom Box, Megjelent az EMI Records gondozásában 1995 októberében.
- High Voltage (Aus.)
- T.N.T.
- Dirty Deeds Done Dirt Cheap (Aus.)
- Let There Be Rock (Aus.)
- Powerage
- If You Want Blood
- Highway to Hell
- Back in Black
- For Those About to Rock
- Flick of the Switch
- Fly on the Wall
- Who Made Who
- Blow Up Your Video
- The Razors Edge
- Live Special Collector's Edition

AC/DC in the 20th Century, Megjelent az Elektra Records gondozásában 2000 novemberében.
- High Voltage
- Dirty Deeds Done Dirt Cheap
- Let There Be Rock
- Powerage
- If You Want Blood
- Highway to Hell
- Back in Black
- For Those About to Rock
- Flick of the Switch
- '74 Jailbreak
- Fly on the Wall
- Who Made Who
- Blow Up Your Video
- The Razors Edge
- Live: Special Collector's Edition
- Ballbreaker

17 Album Box Set, Megjelent az Albert Productions gondozásában Ausztráliában 2002-ben.
- High Voltage (Aus.)
- T.N.T.
- Dirty Deeds Done Dirt Cheap (Aus.)
- Let There Be Rock (Aus.)
- Powerage
- If You Want Blood
- Highway to Hell
- Back in Black
- For Those About to Rock
- Flick of the Switch
- Fly on the Wall
- Who Made Who
- Blow Up Your Video
- The Razors Edge
- Live Special Collector's Edition
- Ballbreaker
- Stiff Upper Lip

## Fordítás
Ez a szócikk részben vagy egészben  az   AC/DC discography című angol Wikipédia-szócikk fordításán alapul.  Az eredeti cikk szerkesztőit annak laptörténete sorolja fel. Ez a jelzés csupán a megfogalmazás eredetét és a szerzői jogokat jelzi, nem szolgál a cikkben szereplő információk forrásmegjelöléseként.